# Saguinus martinsi
Saguinus martinsi é uma espécie de primata da família Cebidae e subfamília Callitrichinae. É endêmico da Amazônia brasileira e já foi considerado como subespécie de Saguinus bicolor. Ocorre entre Nhamundá, a leste do rio Erepecurú, e a norte do rio Amazonas.